# 順性別
順性別（英語：Cisgender）指的是一個人的性別認同與其在出生之時被指定的性別完全一致，且此人按照該性別進行生活的人群。在某些情況下，有時會簡稱為「順性」。這個術語是「跨性別」的反義詞，主要用於描述那些並非跨性別者的個體。順性別的人通常在社會生活中以其出生時被指定的性別角色展開各種活動，遵循著與該性別相關的社會規範和期望。他們在自我認知和外在表現上，都與傳統意義上的特定性別形象相契合。而與之相對的跨性別者，則在性別認同上與出生時被指定的性別不同，可能會通過各種方式去尋求性別過渡或者表現與其內心認同性別相符的特質。

## 起源與語義
「順性別」一詞起源於拉丁語詞綴「cis-」，其含義為「同一側」或者「在內部」。與之形成鮮明對比的是「跨」（拉丁語：trans），其意思為「跨越」或者「另一側」。這個術語主要目的在於標註那些被社會默認為「無標記」的主流性別認同狀態。通過這樣的標註，可以有效消除隱含的性別預設，從而促進性別多樣性更加清晰地呈現出來，提升其可見性。
該術語最早是由一些學者以及性別研究者在 1990 年代開始使用的。隨著時間的推移，它逐步地進入到大眾文化的領域之中。在 2013 年，「順性別」被正式收錄進《牛津英語詞典》，其中對它的定義是「性別認同與出生時指定性別相一致的人」。美國歷史學會曾明確指出，自從「順性別」這個術語被納入以來，其在人們的日常生活以及各種交流場合中的使用頻率已經越來越高，變得越來越普遍。

### 社會背景
順性別在現代社會中往往被看作是主流的性別認同狀態。大多數人甚至都未曾意識到自己屬於順性別，這是因為在社會環境中，這種狀態被普遍視為「理所當然」。在日常的生活和交流中，人們通常不會特意去思考自己的性別認同是否屬於順性別。然而，語言上對順性別進行標註具有重要的意義。它有助於挑戰這種長期以來被視為理所當然的預設，使人们更加關注性別認同的多樣性。

### 性別觀點的影響
以順性別為中心的世界觀被稱作「順性別主義」（Cissexism）。在這種觀點之下，人們往往假設所有的人天生的性別認同都與出生時被指定的性別是完全一致的。順性別主義可能會在不知不覺中貶低或者完全忽視跨性別以及其他性別少數群體的獨特經歷。

### 與跨性別的關係
順性別與跨性別相互形成鮮明的對照，然而，這二者之間並非處於對立或者排他的關係，實際上，它們只是用來描述性別認同的不同狀態而已。比如：「順性別男性」所代表的就是一名性別認同為男性，同時在出生之時被指定為男性的人。
儘管有一些人覺得順性別這個詞語只不過是出於政治正確的考量而使用的用語，但是醫學學者自 1990 年代以來就一直在使用這個術語，並且充分認識到它在跨性別研究當中的重要性。在跨性別研究領域，順性別這個概念為研究者提供了一個重要的參照點，幫助他們更好地理解跨性別者的經歷和需求。

## 現代應用與影響
2014年2月，Facebook開始提供「自定義」的性別選項，用戶可以從性別相關的選項當中選擇一個或多個與性別相關的術語，包含順性別等等。

## 批評

### 從女性主義和性別研究
克莉絲塔·斯科特-迪克森（Krista Scott-Dixon）于 2009 年著文指出，她更为倾向使用「非跨性別」（non-trans） 这一术语，而非诸如「順性別」等其他选项，原因在于她觉得「非跨性別」对于普通大众而言更为明晰。
女性與性別研究學者米米·瑪莉努奇（Mimi Marinucci）指出，有些人認為「順性別—跨性別」的二元区分同样具有危险性或会产生适得其反的效果，因为其将认同为女同性恋、男同性恋或双性恋（LGB）的人与顺性別异性恋者归为一类（在她看来，此举过于简化），并将此类人群置于与跨性別者相对立的位置。她表示，将 LGB 个体与异性恋、非跨性別者归为一类，可能会在问题层面暗示 LGB 个体与跨性別个体不同，且并未经历自身性别认同、性别表现与文化对性别认同和性别表现的期望之间的任何不匹配。
性別研究教授克里斯·弗里曼（Chris Freeman）对「順性別」这一术语提出批评，称其「笨拙、毫无助益，甚至可能是倒退的」，并认为它「创造或重新创造了一种性别二元划分」。

### 來自雙性人組織
双性人（Intersex people）在出生之时具有非典型的身体性别特征，这可能致使初始性别判定趋于复杂，并引发非自愿或被迫的医疗处置。依据「支持间性青年行动计划」（Interact Advocates for Intersex Youth Inter/Act project），尽管部分双性人会使用「顺性别」这一术语，然而当该术语与双性人的情况相关联时，可能会令人产生混淆之感。
「平等間性運動」（Intersex Campaign for Equality）的希達·維洛里亞（Hida Viloria）声称，身为一名出生时具备间性身体且性别认同为非二元的个体，其性别认同与其身体「相符」。这使得他们既属于顺性别者，同时又是非常规性别者。此二者在顺性别的定义中被视作相互对立，然而这也表明该术语基于二元性别模式，并未将双性人的存在纳入考量。
维洛里亚还提出批评，在顺性别的定义中运用「出生时指定的性别」这一术语，然而却未指明在世界大多数地区，婴儿通常被指定为男性或女性，并未考虑到世界上双性人的状况。她进一步指出，这样的做法掩盖了双性人的诞生，且在男性或女性的二元性别基础上构建了性别认同，同时也未能解释某些天生双性人的性别认同属于非二元的存在。此外，还存在对双性人基于性别的歧视，将其视为产后性别特征而非性别认同或表现，这与「正常化」婴儿生殖器手术类似。